# Telluurhexafluoride
Telluurhexafluoride (TeF6) is een fluoride van telluur. De stof komt voor als een zeer toxisch kleurloos gas met een onaangename geur.

## Synthese
Telluurhexafluoride kan bereid worden door een reactie van moleculair fluor en telluur:
{\displaystyle \mathrm {3\ F_{2}\ +\ Te\ \longrightarrow \ TeF_{6}} }
De reactie moet bij 150 °C worden uitgevoerd, omdat bij lagere temperaturen andere fluoriden van telluur ontstaan, waaronder telluurdifluoride en ditelluurdecafluoride.

## Structuur en eigenschappen
Telluurhexafluoride is qua structuur vergelijkbaar met zwavelhexafluoride. De lengte van de Te-F-binding bedraagt 184 pm. In de gasfase bezit het een relatief hoge dichtheid. Beneden −39 °C wordt het gas een vaste kristallijne stof met een orthorombische kristalstructuur. Deze vaste fase is evenwel zeer vluchtig.

## Toepassingen
Telluurhexafluoride wordt gebruikt om andere telluurhoudende verbindingen te maken.